# Charles R. Haddad
Charles Richard Haddad (* 21. Februar 1979 in Bloemfontein, Provinz Freistaat) ist ein südafrikanischer Arachnologe.

## Leben
Haddad besuchte von 1985 bis 1996 die St. Andrew’s School in Bloemfontein. 1997 schrieb er sich an der Universität des Freistaates ein, wo er im Jahr 2000 den Bachelor of Science und im Jahr darauf den BSc mit Auszeichnung in Entomologie erlangte. 2002 folgte ein Masterstudiengang, den er 2003 mit der Arbeit Spider ecology in pistachio orchards in South Africa. abschloss, für die er die Auszeichnung cum laude erhielt. Ab 2004 absolvierte er ein Doktoratsstudium an der Universität des Freistaates, wo er 2012 mit der Dissertation Advances in the systematics and ecology of African Corinnidae spiders (Arachnida: Araneae), with emphasis on the Castianeirinae. zum Ph.D. in Entomologie promoviert wurde.
Seit 1999 ist Haddad praktischer Demonstrator in Zoologie an der Universität des Freistaates. Von 2000 bis 2004 arbeitete er als Entomologe und Berater von Pistazienfarmern im Green Valley Nuts Estate des Prieska-Distrikts in der Provinz Northern Cape. Von November bis Dezember 2000 führte er eine Studie zur Artenvielfalt von Insekten und Spinnentieren im Ndumo-Wildreservat im nördlichen KwaZulu-Natal durch. Im Januar 2002 folgte eine Untersuchung der biologischen Vielfalt von Insekten und Spinnentieren im Tembe Elephant Park im nördlichen KwaZulu-Natal.
Im März und Dezember 2003 wirkte er an Untersuchungen zur Wirbellosenvielfalt an der Mohale-Talsperre im Hochland von Lesotho und zur Notwendigkeit der Rettung von Wirbellosen aus der Überschwemmungszone der Talsperre mit. Im November 2003 wurden in den Maloti-Bergen im Süden Lesothos Untersuchungen durchgeführt, um die Vielfalt der Spinnentiere in diesem Gebiet zu bestimmen. Von Januar 2004 bis Dezember 2005 war Haddad Juniordozent an der Universität des Freistaats. Von Januar 2006 bis Dezember 2012 war er Dozent für Entomologie an der Universität des Freistaates. Seit März 2006 ist er Assistenzprojektleiter für die South African National Survey of Arachnida (SANSA). Seit Februar 2008 ist er Vorsitzender der African Arachnological Society (AFRAS). Seit Januar 2013 ist er Senior Lecturer für Entomologie an der Universität des Freistaates.
Haddads Forschungsarbeit widmet sich der Systematik und Ökologie der an Ameisen erinnernden Rindensackspinnen (Corinnidae), der Springspinnen (Salticidae) sowie anderer ausgewählter Spinnengruppen, der Ökologie und Artenvielfalt von Spinnen in Agrarökosystemen, Naturschutzgebieten und
natürlichen Lebensräumen, Spinnen, die mit Termiten und Ameisen vergesellschaftet sind, der Arachniden-Karyologie und Chromosomenentwicklung, das Prädatorenverhalten von Spinnen sowie den Parasiten von Spinnen.
Haddad wirkte an den Büchern First Atlas of the Spiders of South Africa (Arachnida: Araneae) (2010), Spiders of the Savanna Biome of South Africa (2013) und Spiders of the Grassland Biome (2014) der Arachnologin Ansie S. Dippenaar-Schoeman mit.

## Dedikationsnamen
Nach Haddad sind mehrere Spinnenarten benannt worden, darunter Afrarchaea haddadi, Loxosceles haddadi, Cheiramiona haddadi, Caddella haddadi, Fuchibotulus haddadi, Planochelas haddadi, Ballomma haddadi, Myrmecotypus haddadi, Metellina haddadi, Australoonops haddadi, Eleleis haddadi, Festucula haddadi, Lepthercus haddadi, Simorcus haddadi und Thyenula haddadi.